# Sumerisk mytologi
Sumerisk mytologi er en betegnelse for den religion eller mytologi, som sumererne troede på.

## Perioder
Sumerisk mytologi opdeles i 3 perioder:
1. 3000-tallet f.Kr.: Guderne var naturelementer. Måneguden Nanna var månen og sønnen Utu var solen, blandt mange andre guder. De straffede menneskene med tørke, oversvømmelser og andre naturkatastrofer.
2. 2000-tallet f.Kr.: Guderne fik menneskelige træk og egenskaber og begyndte at afbildes som mennesker. De herskede fortsat over himlen, jorden og undergrunden og var frygtede og magtfulde.
3. 1000-tallet f.Kr.: Guderne fik rolle som forældre, som havde personlig omsorg for menneskene og som også kunne tilgive syndere. Det er den rolle guderne spiller i f.eks. jødedommen og kristendommen, og er en arv fra sumerer og babylonier.

## Guddomme
- An, Himlens gud (Sumerisk, Babylonsk, og Assyrisk)
- Ki, Jordens gud (Assyrisk)
- Ninlil, Skabelsens gud (Sumerisk)
- Enlil, Vindens og stormens gud (Sumerisk, Babylonsk, Assyrisk)
- Enki, Vandets og jordens gud (Sumerisk, Babylonsk, Assyrisk)
- Inanna, Kærlighedens og krigens gudinde (Sumerisk)
- Marduk, Byguden i Babylon (Babylonsk)
- Ashur, Byguden i Assyrien (Assyrisk)

## Beskrivelse
Nanna var sumerernes månegud, og Enlils og Ninlils førstefødte søn. Han var gud for vækst og frugtbarhed, og bestemte over kalenderen og årstiderne. Enlil udgør tilsammen med An og Enki den første mesopotamiske gudetriade. An var overguden og har stået model for senere religioners guder. Han er både Jahve, Gud og Allah. Enlil var luftens gud og staten Nippurs skytsgud og straffede menneskerne med katastrofer. Enki var søfolkets gud og beskytter af håndværk og magi. Enki fik sammen med Ningikuga en datter: Ningal. Ningal anses for at være urtypen for kvinder og kvindelighed.
Nanna tog Ningal til hustru og de fik børnene Inanna, Utu (også kaldet Shamash) og Ishkur. Utu var solguden og hersker af retfærdighed og orden. Inanna, morgenstjernens gudinde, herskede over krig og kærlighed.
Nanna, Shamash og Hadad udgør den anden mesopotamiske gudetriade.
Hver bystat havde sin egen skytsgud, som bl.a. var identisk med magthaveren. Mange af de religioner, der fulgte efter den sumeriske, havde guder eller beretninger, der var taget fra denne. Dette gælder bl.a. den græske mytologi.